# سيرشا رونان
سِرشه رونان  (بالإنجليزية: Saoirse Ronan)‏ (ولدت في 12 أبريل 1994) هي ممثلة أيرلندية، برزت لأول مرة في 2007 بعد مشاركتها في فيلم تكفير (Atonement) مع جيمس مكافوي وكيرا نايتلي. لتصبح واحدة من أصغر الممثلات اللاتي يترشحن للأوسكار والبافتا عن دورها في الفيلم، ترشحت أيضا لجائزة الأوسكار لأفضل ممثلة عن دورها في فيلم بروكلين. حصلت أيضا على ثلاث ترشيحات لجائزة البافتا وثلاث ترشيحات لجائزة الغولدن غلوب وفازت بإحداها في 2018 عن دورها في فيلم ليدي بيرد.
منذ ذلك الحين شاركت في عدة أفلام مثل طريق العودة (The Way Back) و‌هانا (Hanna) و‌العظام الجميلة (The Lovely Bones) و‌فندق بودابست الكبير.

## النشأة
ولدت في مدينة نيويورك. والدها هو بول رونان ممثل إيرلندي وأمها هي مونيكا رونان. عندما كانت سيرشا في عمر الثالثة انتقلت عائلتها إلى جمهورية أيرلندا نشأت سيرشا في جمهورية أيرلندا كان أول ظهور لها على التلفزيون هو في مسلسل العيادة عام 2003

## حياتها الخاصة

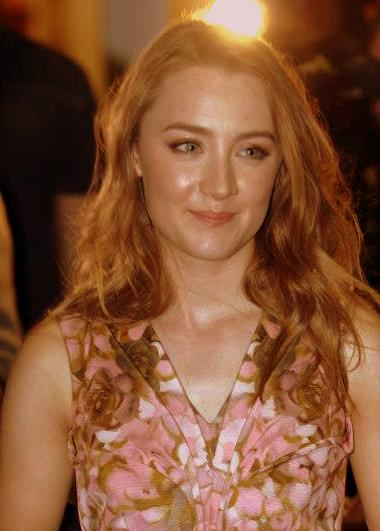
سرشه رونان في مهرجان تورنتو السينمائي للأفلام في 2012.

تحمل رونان الجنسية الأمريكية والأيرلندية المزدوجة. تعيش في مانهاتن، في مدينة نيويورك منذ يناير 2016. في 2012 قامت بمواعدة الممثل جورج ماكاي لفترة قصيرة.

## أفلامها
| سنة  | عنوان                                    | دور                            | المخرج             | ملاحظات                   |
| ---- | ---------------------------------------- | ------------------------------ | ------------------ | ------------------------- |
| 2007 | I Could Never Be Your Woman              | إزي منسفورث                    | ايمي هكلرينغ       |                           |
| 2007 | The Christmas Miracle of Jonathan Toomey | سيليا هاردويك                  | بيل كلارك          |                           |
| 2007 | تكفير (فيلم)                             | بريوني تاليس                   | جو رايت            | بعمبر 13                  |
| 2007 | Death Defying Acts                       | بنجي ماكجارفي                  | جيليان آرمسترونغ   |                           |
| 2008 | مدينة إيمبر                              | لينا مايفليت                   | جيل كينان          |                           |
| 2009 | العظام المحبوبة                          | سوزي سالمون                    | بيتر جاكسون        |                           |
| 2010 | آريتي المقترضة                           | آريتي                          | هيروماسا يونيبايشي | صوت; نسخة المملكة المتحدة |
| 2010 | طريق العودة (فيلم)                       | إيرينا زيليينسكا               | بيتر فير           |                           |
| 2011 | هانا (فيلم)                              | هانا هيلر                      | جو رايت            |                           |
| 2011 | فايوليت وديزي                            | ديزي                           | جيفري فليتشر       |                           |
| 2012 | Byzantium                                | إلينور ويب                     | نيل جوردن          |                           |
| 2013 | المضيف (فيلم)                            | ميلاني ستريدر / واندرر "واندا" |                    |                           |
| 2013 | كيف أعيش الان                            | ديزي                           |                    |                           |
| 2013 | Justin and the Knights of Valour         | تاليا                          |                    | صوت                       |
| 2014 | فندق بودابست الكبير                      | أجاثا                          | ويس أندرسون        |                           |
| 2014 | الدمى الأكثر طلبا                        | بنفسها\راقصة باليه             | جيمس بوبين         |                           |
| 2014 | نهر ضائع                                 | رات                            | رايان غوسلينغ      |                           |
| 2015 | Stockholm, Pennsylvania                  | ليا دراغون                     | نيكول بيكويذ       |                           |
| 2015 | بروكلين                                  | إيليس لاسي                     | جون كراولي         |                           |
| 2017 | Loving Vincent                           | مارغريت غاشيت                  |                    |                           |
| 2017 | لايدي بيرد                               | كريستين "ليدي بيرد" مكفيرسون   | جريتا جيروج        |                           |
| 2017 | On Chesil Beach                          | فلورنس بونتينغ                 | دومينيك كوك        |                           |
| 2018 | The Seagull ‏                             | نينا زاريتشنايا                | مايكل ماير         |                           |
| 2018 | ماري ملكة سكوت                           | ماري ستيوارت                   | جوسي رورك          |                           |

## مواقع خارجية
- سيرشا رونان على موقع IMDb (الإنجليزية)
- سيرشا رونان على موقع ميتاكريتيك (الإنجليزية)
- سيرشا رونان على موقع الموسوعة البريطانية (الإنجليزية)
- سيرشا رونان على موقع روتن توميتوز (الإنجليزية)
- سيرشا رونان على موقع مونزينجر (الألمانية)
- سيرشا رونان على موقع قاعدة بيانات الأفلام العربية
- سيرشا رونان على موقع ألو سيني (الفرنسية)
- سيرشا رونان على موقع ميوزك برينز (الإنجليزية)
- سيرشا رونان على موقع تيرنر كلاسيك موفيز (الإنجليزية)
- سيرشا رونان على موقع أول موفي (الإنجليزية)